# Avro Type D
L'Avro Type D fu un monomotore biplano prodotto in piccola serie dall'azienda britannica A.V. Roe and Company (Avro) negli anni dieci del XX secolo.

## Storia del progetto
Progettato da Alliot Verdon Roe per l'azienda aeronautica della quale era proprietario, il Type D differiva dai precedenti modelli per la configurazione alare passata da triplana a biplana.
Il prototipo venne portato in volo per la prima volta il 1º aprile 1911 presso l'allora pista di volo di Brooklands con ai comandi C.H. Pixton, il quale in quell'occasione riferì che fu facile e piacevole da pilotare. In seguito venne convertito in versione idrovolante, munito di galleggianti a "scarponi" in sostituzione del carrello. In questa configurazione decollò per la prima volta il 18 novembre dello stesso anno.
Una vera svolta si ebbe con una versione più avanzata chiamata Type E o Avro 500.

## Tecnica
Il Type D era un velivolo di impostazione classica, monomotore biplano biposto.
La fusoliera, a sezione triangolare, era realizzata con struttura in legno, anteriormente ricoperta in tela, e presentava l'unico abitacolo aperto a due posti, il primo riservato al passeggero ed il secondo al pilota. Posteriormente terminava in un impennaggio classico monoderiva e piani orizzontali controventati.
La configurazione alare era biplana, con ali superiore ed inferiore di ugual apertura, posizionate su un unico asse verticale e collegate tra loro da tre coppie di montanti per lato integrati da tiranti in filo d'acciaio. Non equipaggiate con alettoni, il controllo laterale era fornito dalla deformazione dell'ala comandata dal pilota.
Il carrello d'atterraggio era un classico biciclo anteriore fisso con due coppie di ruote montate su asse rigido posizionate sotto le semiali inferiori, integrato da una slitta anticappottamento e posteriormente da un pattino d'appoggio posizionato sotto la coda.
La propulsione era affidata ad un motore Green C.4, un 4 cilindri in linea rafferddato ad acqua in grado di esprimere una potenza pari a 35 hp (26,1 kW), posizionato all'apice anteriore della fusoliera ed abbinato ad un'elica bipala in legno a passo fisso.

### Impiego operativo
Il Type D venne in seguito iscritto alla competizione aerea Circuit of Britain. Durante la gara il vento danneggiò l'aereo.